# Feng Ziqi
Feng Ziqi (chiń. upr. 冯紫琪; pinyin Féng Zǐqí; ur. 29 czerwca 1999) – chińska zapaśniczka walcząca w stylu wolnym. Brązowa medalistka olimpijska z Paryża 2024 w kategorii 50 kg, a także mistrzostw świata w 2023 roku. 
Wicemistrzyni Azji w 2024 i trzecia w 2023. Druga na MŚ U-23 w 2019 roku.